# Pattara Soimalai
Pattara Soimalai (thailändisch ภัทร สร้อยมาลัย, * 27. August 2001), auch als Mark bekannt, ist ein thailändischer Fußballspieler.

## Karriere
Pattara Soimalai erlernte das Fußballspielen in der Jugend von Buriram United. Hier unterschrieb er am 1. Januar 2020 seinen ersten Vertrag. Der Verein aus Buriram spielte in der höchsten thailändischen Liga, der Thai League. 2020 kam er bei Buriram nicht zum Einsatz. Ende Dezember 2020 wurde er an den Uthai Thani FC ausgeliehen. Der Verein aus Uthai Thani spielte in der zweiten Liga, der Thai League 2. Sein Zweitligadebüt gab er am 7. Februar 2020 im Heimspiel gegen den Lampang FC. Hier wurde er in der 63. Minute für Phattaraphol Chansuwan eingewechselt. Am Ende der Saison musste er mit dem Verein in die dritte Liga absteigen. Nach der Ausleihe kehrte er Ende Mai 2021 nach Buriram zurück. Zu Beginn der Saison 2021/22 wurde er vom Zweitligisten Khon Kaen FC ausgeliehen. Am Ende der Saison 2021/22 musste er mit dem Verein aus Khon Kaen als Tabellenvorletzter in die dritte Liga absteigen. Für Khon Kaen bestritt er 31 Ligaspiele. Nach der Ausleihe kehrte er im Sommer 2022 wieder zu Buriram zurück. Am 20. Mai 2023 stand er mit Buriram im Endspiel des Thai League Cup. Das Finale wurde mit 2:0 gegen den Erstligisten BG Pathum United FC gewonnen. Im gleichen Monat, am 28. Mai, gewann er mit Buriram den thailändischen Pokal. Im Finale bezwang man den Erstligisten Bangkok United mit 2:0. Zu Beginn der Saison 2023/24 wechselte er im Juli 2023 wieder auf Leihbasis zum Zweitligisten Chiangmai United FC. Nach insgesamt 28 Ligaspielen für Chiangmai wurde sein Leihvertrag im Sommer 2024 nicht verlängert. Im Juli 2024 kehrte er nach Buriram zurück. Hier wurde sein Vertrag jedoch nicht verlängert. Im Juli 2024 verpflichtete ihn der Erstligist Chiangrai United. Nach einer Spielzeit kehrte er im Sommer 2025 zu seinem ehemaligen Verein Chiangmai United FC zurück.

## Erfolge
Buriram United
- Thailändischer Meister: 2022/23
- Thailändischer Ligapokalsieger: 2022/23
- Thailändischer Pokalsieger: 2022/23